# Tauladella
Teuladella (sovint escrit Tauladella) és un llogaret enmig de l'Horta Nord, hui en dia una pedania de València, inclosa en el districte dels Poblats del Nord, que limita pel nord amb el municipi de Museros, a l'est amb Albuixec, a l'oest amb Albalat dels Sorells i al sud amb Foios, amb la qual cosa és un enclavament del terme municipal de València enmig de l'Horta Nord.
Té una ubicació i situació similar a l'altra pedania de València situada molt pròxima, Mauella. De fet, freqüentment es fa referència a ambdues conjuntament: Mauella i Teuladella.